# طلال جبرین
طلال جبرین (عربی:طلال الجبرین) (انگلیسی: Talal Jebreen؛ زادهٔ ۲۵ سپتامبر ۱۹۷۳) بازیکن سابق فوتبال اهل عربستان سعودی است.
وی عضو تیم ملی فوتبال عربستان در جام جهانی فوتبال ۱۹۹۴ بوده است.